# Alojzy Feliński
Alojzy Feliński (ur. 1771 w Łucku, zm. 23 lutego 1820 w Krzemieńcu) – polski poeta, dramatopisarz, tłumacz, historyk i teoretyk literatury.

## Życiorys
Pochodził z rodziny szlacheckiej Felińskich herbu Farensbach. Był synem Tomasza Felińskiego (sędziego ziemskiego), bratem Gerarda Felińskiego, szwagrem Ewy Felińskiej i stryjem św. Zygmunta Felińskiego. Młodość spędził w rodowym majątku w Wojutyniu pod Łuckiem. Od lat dziecięcych był przyjacielem, poznanego w Porycku, Tadeusza Czackiego.
Kształcił się w kolegium Pijarów w Dąbrowicy oraz w szkole powiatowej we Włodzimierzu. Od 1788 roku pracował jako dependent w kancelarii prawnej w Lublinie, a poprzez tamtejszą palestrę zbliżył się do K. Koźmiana. Wkrótce porzucił palestrę, wyruszył do T. Czackiego i wraz z nim w roku 1789 wyjechał na sejm do Warszawy. W latach 1789–1792 przebywał w Warszawie i uczestniczył w obradach Sejmu Czteroletniego. W tym okresie pisywał bezimiennie broszury polityczne i tworzył swe pierwsze poważniejsze utwory literackie. Bywając w domu kanclerza Jacka Małachowskiego poznał wielu ówczesnych pisarzy i poetów. Wespół z Michałem Wyszkowskim, K. Tyminieckim, M. Dzieduszyckim czynnie uczestniczył w spotkaniach kółka dyskusyjnego młodych literatów warszawskich, nad którym pieczę sprawował O. Kopczyński. W 1790 wraz z T. Czackim przebywał w Krakowie, a kilka miesięcy później (1791) objął rolę nauczyciela jego siostrzeńca Jana Tarnowskiego. W tym okresie często przebywał w Warszawie oraz w należącym do rodu Tarnowskich Dzikowie.
W 1794 podczas insurekcji pełnił funkcję sekretarza do korespondencji francuskiej i adiutanta Tadeusza Kościuszki oraz komisarza porządkowego wołyńskiego. Po upadku powstania na krótko zamieszkał u Tarnowskich w Dzikowie. Począwszy od lutego 1795 roku mieszkał w Wojutyniu, gdzie administrował rodzinnym majątkiem i prowadził dzierżawę Klepaczu. W 1800 poślubił Józefę Omiecińską i osiadł we wsi Osowa (pow. Nowogród Wołyński), którą zarządzał już od maja 1796.
W 1809 został wybrany członkiem Towarzystwa Przyjaciół Nauk. W 1815 zamieszkał w Warszawie i związał się z grupą pseudoklasyków. W 1818 roku został profesorem literatury i dyrektorem Liceum Krzemienieckiego (uroczysta instalacja odbyła się 1 września 1819). W 1819 otrzymał członkostwo honorowe Uniwersytetu Wileńskiego.

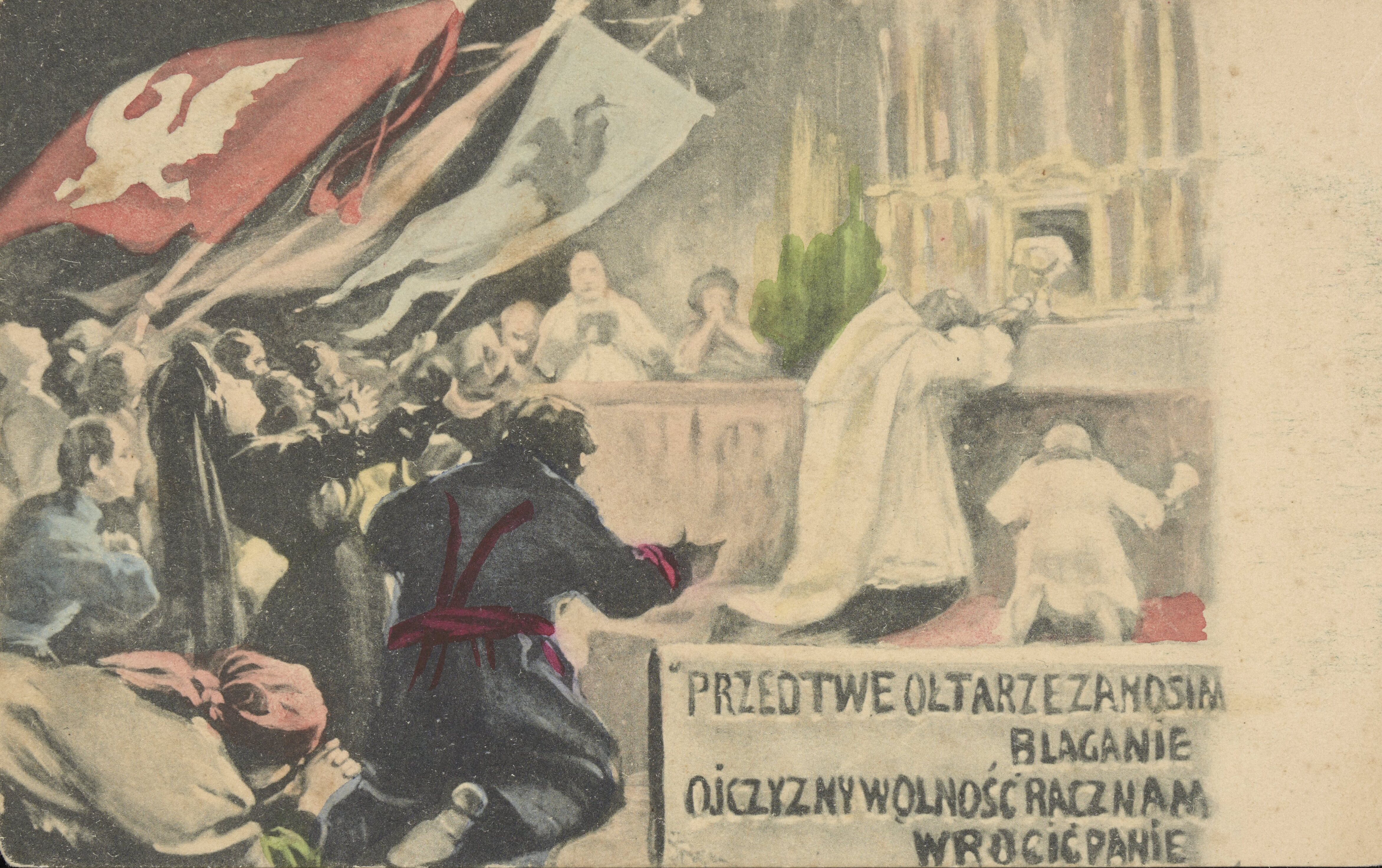
Pocztówka z tekstem pieśni „Boże coś Polskę”, [1906-1912

]

## Twórczość
Pierwsze utwory zaczął pisać w latach 1788–1789, będąc kancelarzystą (dependentem) w Lublinie. Większość swoich dzieł napisał jednak w latach 1800–1815 podczas pobytu w Osowej.
Jego najsłynniejszym utworem jest pieśń hymniczna Pieśń narodowa za pomyślność króla (1816) napisana na zamówienie wielkiego księcia Konstantego na cześć króla Królestwa Polskiego, Aleksandra I, która w wersji Antoniego Goreckiego zyskała popularność w okresie XIX wieku jako hymn patriotyczny i kościelny Boże, coś Polskę. Poza tym był autorem dramatu Barbara Radziwiłłówna (1811) i pieśni: Pochwała Kościuszki (1792) oraz Pieśń ochotników (1794).
W 1816 roku opublikował pracę na temat ortografii Przyczyny używanej przeze mnie pisowni. Odrzucał w niej używaną dotychczas w języku polskim literę á, zachowywał é i ó. Zalecał także pisownię wyrazów być, kłaść, wieść, a na miejscu dawniej używanych i i y wprowadził j.
Jako tłumacz przełożył na język polski Ziemianina, czyli Ziemiaństwo francuskie Jacques’a Delille’a, adaptował też dramaty: Vittorio Alfieriego i Proespera Joylot de Crébillona.

### Ważniejsze dzieła i utwory
- Jasio i Mikołajek przez Woltera. Z francuskiej prozy wykład na rymy polskie, powst. około roku 1786; odpis z autografu Ossolineum, sygn. 2097/I k. 9-12 (przeróbka opowiadania: Jeannot et Colin)
- Kora i Alonzo (tragedia), młodzieńczy utwór zniszczony w rękopisie przez autora (według J.F. Marmontel: Les Incas, lub według tragedii A.F. Kotzebuego)
- Kodrus (tragedia), utwór młodzieńczy, niewydany (rękopis planu: Biblioteka Czartoryskich, sygn. 2177; Ossolineum, sygn. 2097/I k. 16-18, odpis z autografu)
- Do Zofii (wiersz młodzieńczy), odpis z autografu: Ossolineum, sygn. 2097/I k. 14v-15
- O przyjaźni w porównaniu jej z miłością, z okoliczności samobójstwa Ciszewskiego (wiersz młodzieńczy), odpis z autografu: Ossolineum, sygn. 2097/I k. 12-14
- Do Stanisława Trembeckiego. Naśladowanie drugiej satyry Boalego o trudności rymowania (wiersz), powst. w latach 1788–1792, Dziennik Wileński 1805, nr 3; wyd. następne: Rocznik Towarzystwa Warszawskiego Przyjaciół Nauk, t. 14 (1821), s. 133–136; Pszczółka Krakowska 1822, t. 2, s. 87; Rozmaitości (Lwów) 1822, nr 51; zobacz Wydania zbiorowe
- Do Tadeusza Kościuszki nad Bastylią (wiersz, inc.: „Gdzie są te twierdze co wieki stały...”), powst. 1789(?), fragm. (odpis z autografu): Ossolineum, sygn. 2097/I k. 14v-15
- Myśli do projektu formy rządu co do szlachty mniej majętnej, Warszawa 1790, wydane anonimowo
- Pochwała Kościuszki (inc.: „Kościuszko! twoja skromność nie dba o pochwały...”), Dziennik Patriotycznych Polityków 1792, nr 10-11; wyd. osobne: Do Kościuszki (Warszawa 1794); liczne przedruki (m.in. w): Czas 1874, nr 285; Nowa Gazeta Warszawska 1917, nr 510; rękopis: Archiwum Towarzystwa Przyjaciół Nauk Wilna, rejestr 4, nr 364; Ossolineum, sygn. 692/I k. 22-24
- Pieśń ochotników (wiersz), Warszawa 1794?; przedr. J. Nowak-Dłużewski w: „Poezja powstania kościuszkowskiego”, Kielce 1946, Biblioteka Muzeum Świętokrzyskiego w Kielcach. Sekcja Humanistyczna nr 1, s. 54
- Epigramma na powstanie Krakowa i Warszawy r. 1794, powst. 1794; rękopis: Biblioteka Czartoryskich, sygn. 2177; wyd. J. Nowak-Dłużewski w: „Poezja powstania kościuszkowskiego”, Kielce 1946, Biblioteka Muzeum Świętokrzyskiego w Kielcach. Sekcja Humanistyczna nr 1, s. 101
- Do Franciszka Wiśniowskiego (wiersz), powst. 1799, Astrea 1822, t. 2, s. 219–228; przedr. K. Kantecki: Dwaj krzemieńczanie I. Alojzy Feliński, Lwów 1879, s. 60–69; odpis z autografu: Ossolineum, sygn. 2097/I k. 1-6
- Do Tadeusza Czackiego (wiersz), powst. 1803, Nowy Pamiętnik Warszawski, t. 14 (1804), s. 111–118; wyd. następne: zobacz Wydania zbiorowe; przedr. P. Hertz w: Zbiór poetów polskich XIX w., księga 1, Warszawa 1959
- Nagrobek Emilki (wiersz), powst. 1805, odpis z autografu: Ossolineum, sygn. 2097/I k. 14v
- „Przemówienie na posiedzeniu Towarzystwa Przyjaciół Nauk 18 września 1809”, Pamiętnik Warszawski 1809, nr 6, s. 351–354; odpis z autografu: Ossolineum, sygn. 2097/I k. 14v
- Barbara Radziwiłłówna. Tragedia w 5 aktach, ukończ. w roku 1811; krążyła w licznych kopiach rękopiśmiennych z wielu odmianami w tekście; wyst. po raz pierwszy prawdopodobnie w Nowogródku w styczniu 1812 w teatrze szkolnym bazylianów (z A. Mickiewiczem w roli Barbary); wyst. Warszawa, Teatr Narodowy 27 lutego 1817; fragm. Tygodnik Polski 1818, t. 1, s. 121; t. 4, s. 202; 1819, t. 3, s. 25; całość (Kraków) 1820 (prawdopodobnie według egzemplarza teatralnego); wyd. następne: wyd. 2, redakcja odmienna, prawdopodobnie na podstawie autografu, zob. Wydania zbiorowe, poz. 1 (2 wydania); wyd. 3 (Kraków) 1823; Warszawa 1828 (z przedmową J. z Omiecińskich Felińskiej); Warszawa 1830; zob. Wydania zbiorowe: poz. 2, t. 1; wyd. K.J. Turowski, Sanok 1855, Biblioteka Polska nr 13; Lwów 1869; Lwów 1879, Biblioteka Mrówki nr 77; przejrzał, popr. według edycji z lat: 1821, 1828 oraz uzupełnił B. Gubrynowicz, Lwów 1892; oprac. W. Dropiowski, Brody 1902, Arcydzieła Polskich i Obcych Pisarzy nr 4, także wyd. poprawione Brody (1906); pt. Barbara, oprac. H. Galle według tekstu wyd. 2 z roku 1821; Warszawa 1908 Wybór Pisarzów Polskich i Obcych dla Domu i Szkoły nr 15, także wyd. 2 poprawione Warszawa 1917; Złoczów brak roku wydania Biblioteka Powszechna nr 454; oprac. M. Szyjkowski, Kraków (1920), Biblioteka Narodowa, seria I, nr 9; także wyd. 4 Kraków (1929); także wyd. 5 Wrocław (1948); także wyd. 6 Wrocław (1950); oprac. S. Vrtel-Wierczyński według tekstu wyd. 2 z roku 1821; Warszawa (1925) Wielka Biblioteka nr 55; oprac. M. Szyjkowski, Jerozolima 1944, Szkolna Biblioteczka na Wschodzie nr 19; oprac. M. Szyjkowski, Chicago 1945, Biblioteka Rady Polonii; oprac. A. Bar, Kraków 1946; oprac. K. Czachowski (ze wstępem A. Mirkowicza), Warszawa 1947, Biblioteka Pisarzy Polskich i Obcych nr 5; oprac. Z. Hierowski, Katowice 1948; rękopis brulionowy: Biblioteka Czartoryskich, sygn. 2177; odpis z autografu: Ossolineum, sygn. 10639/I; wiadomość o wystawieniu w roku 1812 w Nowogródku podaje F. Mickiewicz (Pamiętnik, wyd. Lwów 1923, s. 78); brak nazwiska autora tragedii sugeruje możliwość wystawienia pod tymże tytułem tragedii F. Wężyka (wyst. Warszawa 1811, wyd. 1812).
  - przekł. angielski: fragm. w: P. Sobolewski Poets and Poetry of Poland, Chicago 1881, s. 190; także wyd. następne: Chicago 1883; Milwaukee 1929
  - przekł. francuski: J. Brykczyński w: Chefs-d’oeuvre du théâtre polonais, Paryż 1923, Chefs-d’oeuvre du Théâtre Étranger 23 – Dr Philergue: „La Fille de Radziwill. Tragédie historique en 5 actes en vers, remaniée du polonais pour la scène française”, L’Indépendance Luxembourgeoise 1896, 195 n. – J. Schickert, Paryż 1896
  - przekł. niemiecki: J. Orion: Fürstin Radziwill, Berlin 1831[2]
- Radamiast i Zenobia. Tragedia naśladowana z Krebillona (P. Crébillon) z odmianami miejsc niektórych, stosownie do uwag Woltera, Laharpa i innych znawców, powst. 1815, fragm. Pszczoła Polska 1820, t. 2, s. 137–142; całość zob. Wydania zbiorowe, poz. 1; wyd. następne: zobacz Wydania zbiorowe, poz. 2, t. 1
- Wirginia. Tragedia w 5 aktach naśladowana z (V.) Alfierego, powst. 1815, fragm. Wanda 1821, t. 1; całość zob. Wydania zbiorowe, poz. 1, t. 2 (tu także: „O Alfierym, o jego tragedii Wirginia i o jej naśladowaniu polskim”); wyd. następne: zobacz Wydania zbiorowe, poz. 2, t. 2 (zmiana zakończenia według sugestii R. Calzabigiego)
- „Hymn na rocznicę ogłoszenia Królestwa Polskiego, z woli Naczelnego Wodza Wojsku Polskiemu do śpiewu podany”, Pamiętnik Warszawski, t. 5 (1816), s. 455–456; Gazeta Krakowska 1816, nr 60; wyd. osobne: „Pieśń narodowa za pomyślność króla”, Kraków 1818 (muzyka: J. Kaszewski); wyd. następne: zmienione pt. „Pieśń: Boże coś Polskę”, Poznań 1861; pt. „Modlitwa...”, brak miejsca wydania 1863 (razem z chorałem K. Ujejskiego i „Modlitwą” M. Skałkowskiego); pt. „Modlitwa...”, Lwów 1892 (razem z chorałem K. Ujejskiego); także Lwów 1893; także w zbiorze: „Rok 1791-1894”, Lwów 1894; tekst z roku 1816 wyd. B. Chlebowski Sto lat myśli polskiej, t. 2 (1907); Warszawa 1915; brak miejsca wydania (1918?); przedr. P. Hertz w: Zbiór poetów polskich XIX w., księga 1, Warszawa 1959; ponadto liczne przedruki w czasopismach i śpiewnikach (trawestacja: „Boże, coś Rosję”, przekł. z rosyjskiego!, Dziennik Litewski 1861, nr 78)
  - przekł. angielski: Newcastle 1864 – w: P. Sobolewski Poets and Poetry of Poland, Chicago 1881, s. 190; także wyd. następne: Chicago 1883; Milwaukee 1929 – Przegląd Polsko-Amerykański (Chicago) 1911, zeszyt 4
  - przekł. białoruski: Wilno 1861 – Dziennik Litewski 1862, nr 78
  - przekł. francuski: J. Reboul, Paryż 1861 – Ch. Montalembert: „Une Nation en deuil. La Pologne en 1861”, Paryż 1861; przedr. w: „Hymnes de réveil”, La Pologne contemporaine, Paryż 1863 (przekł. prozą) – E. de Lonlay w: „Hymnes et chants nationaux de tous les pays”, Paryż 1863, s. 23, 24 – K. Ostrowski: „Larmes d’exil”, Paryż 1867, s. 212–213; przedr. w: „Oeuvres choisies”, Paryż 1875 – W. Gasztowtt Bulletin Polonais 1895, nr 87; przedr. Bulletin Polonais 1915, nr 326
  - przekł. litewski: Wilno 1861
  - przekł. niemiecki: Polnische Blätter (Berlin) 1916, nr 212 – M. Jentsch, Wrocław 1917
  - przekł. serbski: L. Vukelić Naše Gore List 1861, nr 36
  - przekł. włoski: Il Museo di Famiglia (Mediolan) 1861; przedr. Il Museo di Famiglia (Mediolan) 1862 – A. Fusinato, Mediolan 1862 (przekł. dedykowany L. Mierosławskiemu) – T. Zahorowski, Turyn brak roku wydania – P. Bernabo-Silorata w: Fioriesotici trapiantati in Italia, Rzym 1877 – M. Recli w: Canti patriottici polacchi, Mediolan 1917
- Pisma własne i przekładania wierszem, t. 1, Warszawa 1816[3]; zawartość: „Do czytelnika”; „Przyczyny używanej przeze mnie pisowni”; Przekłady poz. 2, 4; t. 2 wydano po śmierci Felińskiego, zobacz: Wydania zbiorowe poz. 1; przygotowując wydanie swych dzieł Feliński napisał także „Oznajmienie o wydać się mającym dziele pt. Pisma własne i przekładania A. Felińskiego w dwóch tomach”; odpis z autografu: Ossolineum, sygn. 2097/I k. 20-21; fragmenty ogł. K. Kantecki: Dwaj krzemieńczanie I. Alojzy Feliński, Lwów 1879, s. 12–13, 20–21, 86
- „Przyczyny używanej przeze mnie pisowni”, Pamiętnik Warszawski, t. 5 (1816); także zobacz: Pisma własne i przekładania wierszem; wyd. następne: zobacz Wydania zbiorowe poz. 2, t. 2; polemika: Zygmunt Szczeropolski (Jan Śniadecki): „Do Redaktora Pamiętnika Warszawskiego”, Pamiętnik Warszawski, t. 6 (1816), s. 487–504; A. Feliński: „Rozmowa w Zaciszy”, Pamiętnik Warszawski, t. 7 (1817), s. 381–399; fragm. przedrukowano w art.: „Porównanie opinii Felińskiego i Śniadeckiego względem j z ogonkiem w kształt rozmowy ułożone”, Motyl 1828, nr 12
- Mowa inauguracyjna w dn. 1 września (1819) w Krzemieńcu miana, zachowana w kilku redakcjach, odpis z autografu: Ossolineum, sygn. 2097/I k. 70-74 (tamże 2 inne); fragmenty ogł. K. Kantecki: Dwaj krzemieńczanie I. Alojzy Feliński, Lwów 1879, s. 145–148
- „Wykład sposobu, jakim dawane być mają lekcje literatury polskiej w Krzemieńcu”, powst. 1819(?), Dziennik Warszawski 1827, nr 28; wyd. następne: zobacz Wydania zbiorowe poz. 2, t. 2
- Wykłady z literatury polskiej, miane w Liceum Krzemienieckim, fragmenty:
  - „Dialogi, czyli rodzaj rozmów”, Dziennik Wileński 1825, nr 11; wyd. następne: zobacz Wydania zbiorowe poz. 2, t. 2
  - „O listach”, Dziennik Wileński 1825, nr 8; wyd. następne: zobacz Wydania zbiorowe poz. 2, t. 2
  - „O wierszowaniu, czyli budowie wiersza polskiego, o poetach polskich od panowania Zygmunta I aż do naszych czasów”, Dziennik Warszawski 1827, nr 30; wyd. następne: zobacz Wydania zbiorowe poz. 2, t. 2
  - „Rzecz o rozprawie”, Dziennik Wileński 1824, nr 7

Przedrukowane fragmenty ukazały się m.in. w czasopismach: Dziennik Warszawski 1825; Rozmaitości (Lwów) 1826, nr 5-6 i in.; Rozmaitości Warszawskie 1826, nr 7-8 i in.
- Filozofujący rzut oka na dzieje starożytne, odpis z autografu bez tytułu: Ossolineum, sygn. 2097/I k. 22-34
- Opisanie ekonomiczne części Polesia w powiecie łuckim leżącej, rękopis: Biblioteka Czartoryskich, sygn. 2177
- „Pieśni do Mszy św.” w: Pienia nabożne... przez J.D. Minasowicza oraz pienia do Mszy św. przez... napisane, wszystkie do śpiewania z organem przez K. Kurpińskiego, Warszawa 1825; wyd. następne: także Warszawa 1825; pt. „Pienia przy Mszy św.” zob. Wydania zbiorowe poz. 2, t. 2; fragmenty pt. „Pieśni żałobne do Mszy świętej za dusze zmarłych na cztery głosy z towarzyszeniem organów, muzyka S. Moniuszki, Warszawa (1862)
- „Przemowa Kornelii, matki Grachów, do Rzymian”, Rocznik Towarzystwa Warszawskiego Przyjaciół Nauk, t. 14 (1821), s. 127–130; wyd. następne: zobacz Wydania zbiorowe poz. 2, t. 2
- Do Julisi (wiersz), ogł. K. Kantecki: Dwaj krzemieńczanie I. Alojzy Feliński, Lwów 1879, s. 120; odpis z autografu: Ossolineum, sygn. 2097/I k. 15
- Do Bartłomieja Giżyckiego, marszałka guberni wołyńskiej (wiersz), odpis z autografu: Ossolineum, sygn. 2097/I k. 7-9.

Życiorys przy wydaniu zbiorowym z roku 1840 wymienia ponadto wiersz: Na p. W. i K. oraz pismo: „Projekt do założenia dobrej drukarni w Warszawie.
Artykuły i drobne utwory ogłaszano w czasopismach: Dziennik Patriotycznych Polityków (1792), Dziennik Wileński (1805-1806), Nowy Pamiętnik Warszawski (1802, 1804), Pamiętnik Warszawski (1809, 1816-1817), Rocznik Towarzystwa Warszawskiego Przyjaciół Nauk (1812), Tygodnik Polski (1818-1819), Tygodnik Polski i Zagraniczny (1818).
Bruliony artykułów i przemówień znajdowały się w Bibliotece Czartoryskich, rękopis: sygn. 2177; tamteż m.in. recenzje: Szkoły kobiet Molière’a w przeróbce W. Bogusławskiego; Otella W. Shakespeare’a w przeróbce J.F. Ducisa; Ludgardy L. Kropińskiego.
W rękopisach pod nazwiskiem Felińskiego znajdują się odpisy Mendoga E. Słowackiego (Biblioteka Jagiellońska, sygn. 6065 II; Ossolineum, sygn. 11357/I).

### Przekłady
1. Voltaire: Triumwirat. Tragedia (fragm.), powst. 1788-1792, Rocznik Towarzystwa Warszawskiego Przyjaciół Nauk, t. 14 (1821), s. 131–132; wyd. następne: zobacz Wydania zbiorowe poz. 2, t. 2
2. J. Thomson: Pory roku (fragm.: „Szczęśliwe małżeństwo”), powst. 1794, wyd. zobacz: Pisma własne i przekładania wierszem, t. 1, Warszawa 1816, s. 369–371 (w przypisach do Ziemianin, czyli ziemiaństwo francuskie...); wyd. następne: zobacz Wydania zbiorowe poz. 2, t. 1
3. Fragment dramatu nieznanego pisarza angielskiego bez tytułu, powst. 1794, z rękopisu: Biblioteka Czartoryska, sygn. 2177, wyd. W.L. Placzek, Pamiętnik Literacki, rocznik 12 (1913), s. 467–474
4. J. Delille: Ziemianin, czyli ziemiaństwo francuskie. Poemat w pieśniach, powst. 1801-1809, fragm.: Nowy Pamiętnik Warszawski, t. 7 (1802), s. 104–112; pt. „Wieśniak, pieśń 1 i 2", Dziennik Wileński 1806, nr 11-12; Pamiętnik Warszawski 1809, t. 2, s. 355–357; Rocznik Towarzystwa Warszawskiego Przyjaciół Nauk, t. 8 (1812), s. 260–262; Tygodnik Polski i Zagraniczny 1818, t. 2, s. 280; całość zobacz: Pisma własne i przekładania wierszem, t. 1, Warszawa 1816 (tu również wstęp: „Wiadomość o życiu Delila i o jego poemacie”); wyd. następne: (Kraków) 1823; zobacz Wydania zbiorowe poz. 2, t. 1.

### Wydania zbiorowe
1. Pisma własne i przekładania wierszem, t. 1, Warszawa 1816; t. 2, Warszawa 1821[4]; także wyd. 2 Wilno 1821 (wydanie t. 1 przygotował sam pisarze; t. 2 przygotowała jego żona przy współpracy G. Olizara); zawartość – t. 1: „Pisma własne i przekładania wierszem”; t. 2: J. z Omiecińskich Felińska: „Przedmowa”; List G. Olizara do Felińskiej; dedykacja wydania N. i G. Olizarom; „Barbara Radziwiłłówna. Tragedia w 5 aktach”; „Radamiast i Zenobia. Tragedia naśladowana z Krebillona (P. Crébillon) z odmianami miejsc niektórych, stosownie do uwag Woltera, Laharpa i innych znawców” (dedykowana Z. Zamoyskiej); „Wirginia. Tragedia w 5 aktach naśladowana z (V.) Alfierego” (dedykowana W. Tarnowskiej)
2. Dzieła. Wydanie nowe, t. 1-2, Wrocław 1840, zawartość – t. 1[5]: „Żywot A. Felińskiego”; Przekłady poz. 2, 4; „Barbara Radziwiłłówna. Tragedia w 5 aktach”; „Radamiast i Zenobia. Tragedia naśladowana z Krebillona (P. Crébillon) z odmianami miejsc niektórych, stosownie do uwag Woltera, Laharpa i innych znawców”; t. 2[6]: „Do Stanisława Trembeckiego. Naśladowanie drugiej satyry Boalego o trudności rymowania”; „Do Tadeusza Czackiego”; „Wirginia. Tragedia w 5 aktach naśladowana z (V.) Alfierego”; „Pieśni do Mszy św.”; „Przemowa Kornelii, matki Grachów, do Rzymian”; Przekłady poz. 1; „Przyczyny używanej przeze mnie pisowni”; „Wykład sposobu, jakim dawane być mają lekcje literatury polskiej w Krzemieńcu”; „Wykłady z literatury polskiej, miane w Liceum Krzemienieckim”; Listy poz. 1.

### Listy i materiały
1. Do M. Wyszkowskiego z lat 1795–1819, fragmenty, ogł. K. Tańska (Hoffmanowa): „O A. Felińskim”, Rozrywki dla Dzieci, t. 6 (1826), nr 35; przedr. w: Dzieła, t. 6, Warszawa 1875; zobacz: Wydania zbiorowe poz. 2, t. 2
2. Do F. Rudzkiego 36 listów z lat 1795–1819, ogł. J.I. Kraszewski: „Listy A. Felińskiego”, Na dziś, t. 3, Kraków 1872, s. 166–195 i odb.; odpis z autografu w Ossolineum, sygn. 2097/I k. 36-58
3. Do F.K. Dmochowskiego z 30 listopada 1803, fragmenty ogł. K. Kantecki: Dwaj krzemieńczanie I.A. Feliński, Lwów 1879; odpis z autografu w Ossolineum, sygn. 2097/I k. 67v
4. Do Ł. Gołębiowskiego 4 listy z lat: 1809, 1811, 1819 i brak daty; list z roku 1809 ogł. T. Wierzbowski w: Materiały do dziejów piśmiennictwa polskiego, t. 2, Warszawa 1904; odpis z autografu w Ossolineum, sygn. 2097/I k. 65v.-67
5. Do L. Osińskiego z roku 1814 oraz do E. Piotrowskiego 4 listy z lat: 1815-1816, 1819, ogł. E. Iwanowski (Heleniusz): Wspomnienia lat minionych, t. 1, Kraków 1876, s. 170 n.
6. Do L. Osińskiego z 8 sierpnia 1814 i 24 marca 1817, z rękopisu Biblioteki Narodowej ogł. E. Szwankowski: „Z korespondencji L. Osińskiego”, Pamiętnik Teatralny 1962, nr 1
7. Korespondencja z A.J. Czartoryskim z lat 1818–1819, fragmenty ogł. E. Kipa Pamiętnik Literacki, rocznik 7 (1908), s. 616–622
8. Do G. Olizara 11 listów z lat 1818–1820; odpis z autografu w Ossolineum, sygn. 2097/I k. 59-65
9. Do L. Kropińskiego, ogł. w: L. Kropiński Rozmaite pisma, Lwów 1844
10. Notatka z roku 1815, ogł. R. Pollak: „Karta z życiorysu A. Felińskiego”, Ruch Literacki 1964, nr 5/6
11. Autobiografia, z rękopisu: Muzeum Czartoryskich, sygn. 2177, ogł. M.L. Placzek Pamiętnik Literacki, rocznik 12 (1913), s. 474–475.

Wykaz większości rękopisów Felińskiego w Bibliotece Czartoryskich podaje M.L. Placzek Pamiętnik Literacki, rocznik 12 (1913), s. 466 – Inne rękopisy znajdują się w: Archiwum Historycznym Wilno, zbior nr 739; Archiwum Towarzystwa Przyjaciół Nauk Wilna, rejestr 4 nr 364; Archiwum Historyczne Kijów, zbiór 228, rejestr 2 nr 24.